# إرنست دايسن
إرنست دايسن (بالنرويجية البوكمول: Ernst Diesen)‏ هو ممثل نرويجي، ولد في 6 أبريل 1913، وتوفي في 14 نوفمبر 1970.

## وصلات خارجية
- إرنست دايسن على موقع IMDb (الإنجليزية)
- إرنست دايسن على موقع ميوزك برينز (الإنجليزية)
- إرنست دايسن على موقع ديسكوغز (الإنجليزية)
- إرنست دايسن على موقع قاعدة بيانات الفيلم (الإنجليزية)